# جون براذرتون
جون براذرتون (بالإنجليزية: John Brotherton)‏ مواليد 21 أغسطس 1980 في إلينسبورغ، الولايات المتحدة، هو ممثل أمريكي بدأ مسيرته الفنية سنة 2005.

## الأعمال

### أفلام
- الشعوذة (2013) (بدور: براد هاميلتون)
- حراس المجرة (2014)
- الغضب 7 (2015) (بدور: شيبارد)
- البضائع الثمينة (2016) (بدور: نيكولاس)

### مسلسلات
- حياة واحدة للعيش (2007) (بدور: جاريد بانكس)
- دروب ديد ديفا (2010) (بدور: ويل كيسي)
- ديكستر (2011) (بدور: جو ووكر)
- سي اس آي: التحقيق في موقع الجريمة (2011)
- فتاتان مفلستان (2015)

## روابط خارجية
- جون براذرتون على موقع IMDb (الإنجليزية)
- جون براذرتون على موقع قاعدة بيانات الفيلم (الإنجليزية)